# Lip & Hip

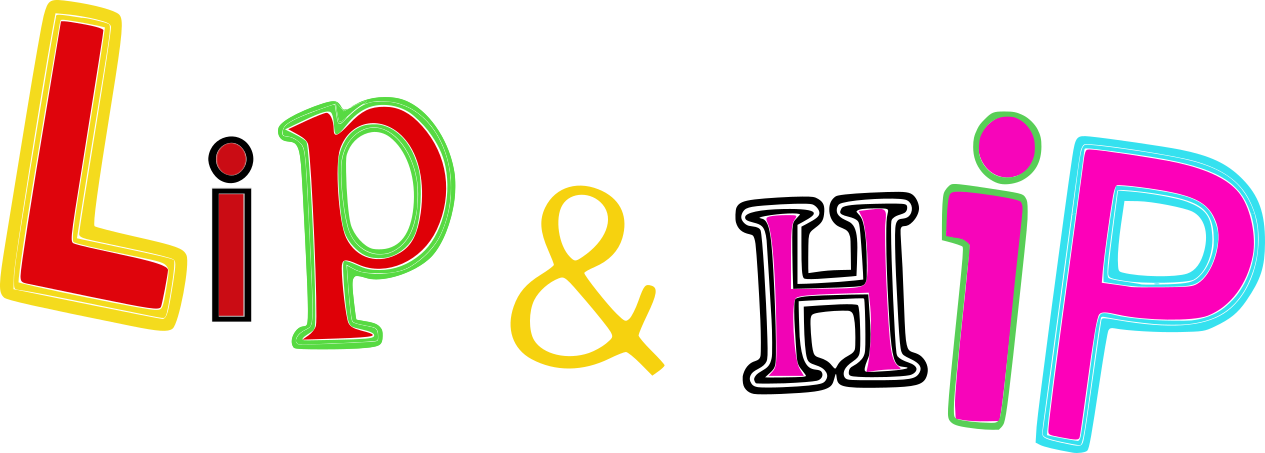
Imagem da canção Lip & Hip.

"Lip & Hip" é uma canção gravada pela cantora e rapper sul-coreana HyunA. Foi lançada como single digital pela Cube Entertainment em 4 de dezembro de 2017 e distribuída pela LOEN Entertainment.

## Composição
"Lip & Hip" foi escrita por Hyuna, Scott, Big Sancho e Son Young-jin, e produzido pelos dois últimos. Foi descrita pela Billboard como uma música de EDM com batidas de hip-hop para "transmitir o tom travesso da rapper enquanto o refrão é impulsionado por uma batida sob o canto de HyunA".

## Preparações e lançamento
Em 21 de novembro, a Cube revelou que a cantora estaria lançando uma nova música em 4 de dezembro, acrescentando que as aparições programas musicais ainda estavam em discussão. Em 27 de novembro, a rapper revelou através de uma transmissão no V Live, que a música foi um agradecimento a seus fãs em seu décimo aniversário desde sua estréia. Ela também revelou que o estilo musical seria diferente de sua música "Babe", lançada alguns meses antes. Alguns dias depois, as fotos promocionais foram lançadas, definindo a música como "ThanX Single". Em 29 de novembro, foi noticiado que a cantora iria participar do Melon Music Awards de 2017 e que ela iria apresentar sua nova música, dois dias antes do lançamento oficial.
A música foi lançada em vários portais de música em 4 de dezembro de 2017, incluindo o MelOn na Coreia do Sul e no iTunes Store mundialmente.

## MV
Um teaser do videoclipe foi lançado no dia 1º de dezembro. O videoclipe oficial foi lançado em conjunto com a música em 4 de dezembro. Foi descrito pela Billboard como "um dos clipes mais sugestivos de K-pop em algum momento, já que a solista toma posse da paixão feminina através de uma narrativa sútil de amadurecimento".
O videoclipe foi dirigido pela Lumpens.

## Performances ao vivo
O rapper apresentou a música no Melon Music Awards em 2 de Dezembro de 2017, dois dias antes do lançamento oficial.
As promoções nos programas de música começaram no Music Bank, da KBS, em 8 de Dezembro. E as promoções continuaram no Show! Music Core, da  MBC, em 9 de dezembro e no Inkigayo, da SBS, em 10 de dezembro.

## Desempenho nos charts
"Lip & Hip" estreou em 16º lugar no Gaon Digital Chart, na edição de 3 a 9 de dezembro de 2017, com 61.108 downloads vendidos e 1.483.409 streams. Em sua segunda semana, a música caiu para 42º lugar, com 32.821 downloads vendidos e 1.435.211 streams. A música também estreou em 35º lugar no Kpop Hot 100 da Billboard Coreia. Em sua segunda semana, a música caiu para o 36º lugar. A música foi colocada em 44º lugar para o mês de dezembro de 2017.
A cópia física do single, estreou em 14º lugar no Gaon Album Chart. A cópia física ficou em 44º lugar para o mês de dezembro de 2017, com 3.000 cópias vendidas.

## Uso na mídia
A música foi tocada na série de TV americana The Bold Type durante o sétimo episódio da segunda temporada.

## Lista de músicas
| N.º            | Título              | Letras                               | Música                   | Arranjo                  | Duração |  |
| 1.             | "Lip & Hip"         | Big Sancho Son Young-jin Hyuna Scott | Big Sancho Son Young-jin | Big Sancho Son Young-jin | 3:29    |  |
| 2.             | "Lip & Hip" (Inst.) |                                      | Big Sancho Son Young-jin | Big Sancho Son Young-jin | 3:29    |  |
| Duração total: | Duração total:      | Duração total:                       | Duração total:           | Duração total:           | 6:58    |  |

## Charts
| Chart (2017)                            | Posição |
| --------------------------------------- | ------- |
| Coreia do Sul (Gaon)                    | 16      |
| Coreia do Sul (Kpop Hot 100)            | 35      |
| Coreia do Sul (Gaon Social Chart)       | 2       |
| China (Chinese Music Charts)            | 1       |
| Estados Unidos (US World Digital Chart) | 4       |
| Coreia do Sul (Kpop Hot 100)            | 10      |